# Referendum o neovisnosti Kosova
Referendum o neovisnosti Kosova održavan je od 26. do 30. rujna rujna 1991. godine. Skupština Kosova proglasila je Kosovo neovisnom državom 22. rujna 1991., a 99.98% glasača bilo je za neovisnost (odaziv 87.01%). Srbi koji su tada činili 10% kosovskog stanovništva bojkotirali su referendum. Osamostaljenje Kosova nije uspjelo sve do 17. veljače 2008. godine.